# 勝田範彦
勝田 範彦（かつた のりひこ、1968年11月17日 - ）は、愛知県出身のラリードライバー。
父は初代全日本ラリー選手権王者で元WRCドライバーの勝田照夫(1943〜)、息子はラリードライバーの勝田貴元。

## 経歴

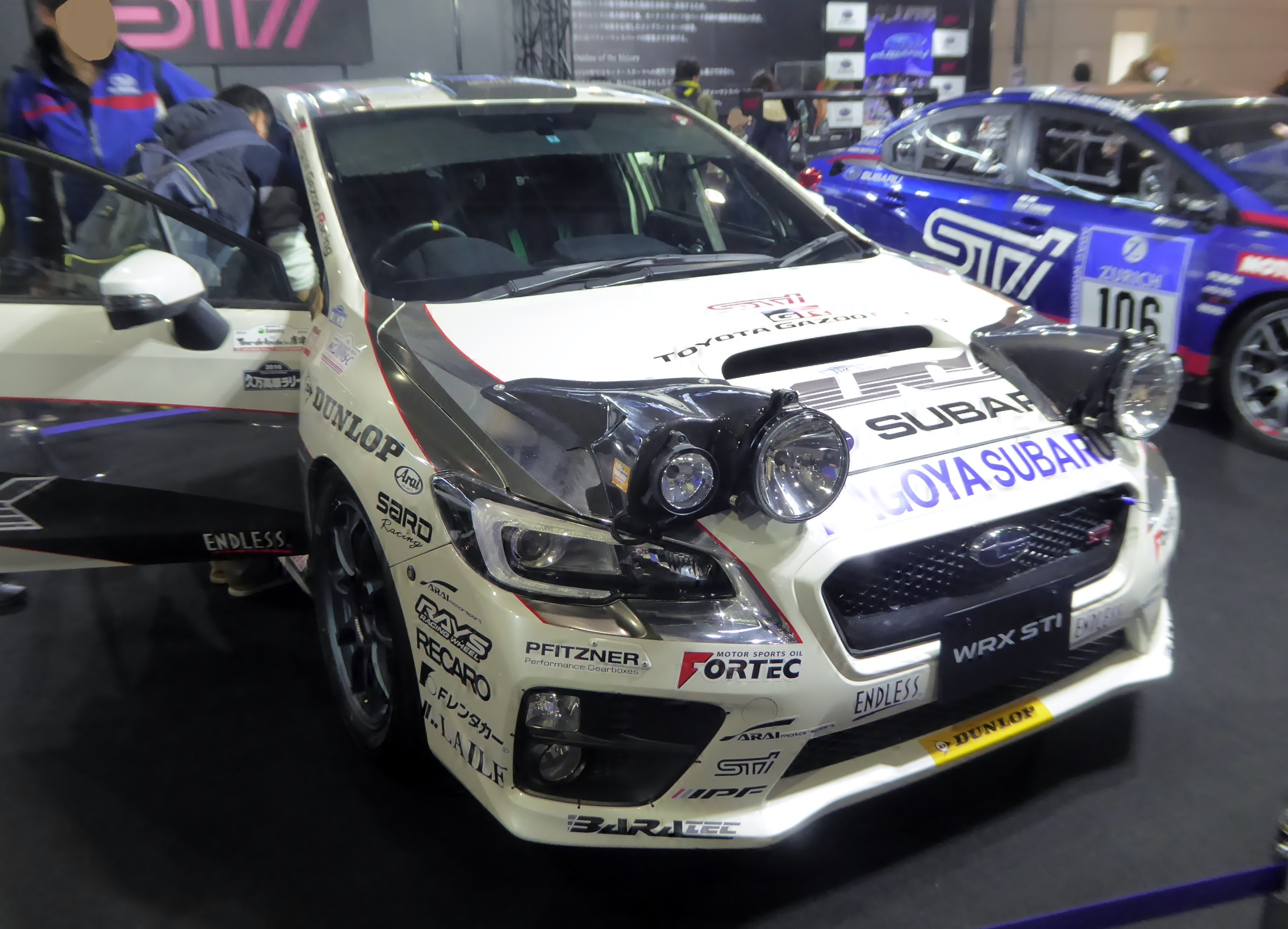
勝田のドライブしたスバル・WRX STI（2017年）

WRCドライバーであった父が1970年にモータースポーツショップ「ラック」を開いたこともあり、幼い頃からモータースポーツに接した。
16歳の時はバイクの免許を両親に内緒でこっそりと取得し、バイク購入時に両親に見つかったたものの、両親に怒られることはなかった。高校時代はバイクのローン返済のためのアルバイトに明け暮れた。20歳を過ぎてもバイクに夢中で、就職して以降もバイクで会社に通った。しかしトヨタのAE86が生産終了と聞き、親のすすめでバイクを売ってこれを購入した。
峠を攻めるなど、AE86を愛しつつも、三菱・ギャラン VR-4に乗った後はダートで速く走れる四輪駆動車が欲しくなり、三菱・ミラージュサイボーグを購入した。こうしてラリーにのめり込みだし、1993年には全日本ラリー選手権にデビュー。その後2007 - 2008、2010 - 2013、2016 - 2017年の8度に渡って全日本チャンピオンとなる。
ターマックでは無類の速さを誇り、ツール・ド・九州12連覇という金字塔を打ち建てている。
父からラックの経営も引き継いでおり、R3規定のトヨタ・GT86 CS-R3の販売などを行っている。
2018年公開のラリー映画OVER DRIVEでは、スタントマンとしてヤリスSCRSのドライブを務めた。
2020年にはラリー活動の合間を縫って、スーパー耐久に参戦するROOKIE RacingのGRヤリスのドライバーも務めた。
1995年から2020年まで25年もの間スバル一筋であったが、2021年からはTOYOTA GAZOO Racingへ移籍し、自らも開発に携わったGRヤリスをドライブする。タイヤは移籍後もダンロップを使用する。勝田の誘いでラリーの世界に足を踏み入れた豊田章男トヨタ自動車社長(現会長)からは「範さん」と呼んで慕われており、7月のラリー・カムイ（北海道）でGRヤリスのJRC初勝利を飾った時は祝辞をもらっている。新マシンということもありデビュー戦はトラブルでリタイア、以降も苦杯を舐め続けていたが、TGRの万全の開発体制により最終4戦で4連勝という追い上げを見せ、逆転で9度目となる全日本王者を獲得した。
2022年の富士24時間レースでは、GRカローラとして化粧直ししてから初となる水素エンジンのカローラスポーツを、元WRCドライバーのヤリ＝マティ・ラトバラとシートをシェアしてドライブした。
2023年は全日本ラリー選手権においてGRヤリスのラリー2開発車両を用いて参戦し、同マシンでラリージャパンにも参戦した。
2024年は開発車両からホモロゲーション取得後の車両に変更して全日本ラリー選手権およびラリージャパンに参戦する。